# 3876 Квейд
3876 Квейд (3876 Quaide) — астероїд головного поясу, відкритий 19 травня 1988 року.
Тіссеранів параметр щодо Юпітера — 3,213.